# (9210) 1995 BW2
1995 بي دابليو 2 (ويعرف أيضًا باسم (9210) 1995 بي دابليو 2 وفق تسمية الكوكب الصغير) (بالإنجليزية: 1995 BW2)‏ هو كويكب ضمن حزام الكويكبات؛ وترتيبه 9210 من حيث الاكتشاف.
اكتُشف هذا الجُرم الفلكي بواسطة هيروشي كانيدا في 27 يناير 1995.

## وصلات خارجية
- (9210) 1995 BW2 في قاعدة بيانات مختبر الدفع النفاث لأجرام النظام الشمسي الصغيرة

- الاكتشاف · مخطط المدار ·  العناصر المدارية · المعلمات المادية

- (9210) 1995 BW2 على موقع ويكي سكاي: DSS2, SDSS, GALEX, IRAS, Hydrogen α, X-Ray, Astrophoto, Sky Map, Articles and images